# Könige der Welt (Dokumentarfilm)
Könige der Welt (englisch: We Were Kings) ist ein deutscher Dokumentarfilm aus dem Jahr 2017, der von Christian von Brockhausen und Timo Großpietsch gedreht wurde. Der Film hatte seine Premiere auf der 67. Berlinale.

## Inhalt
Der Film begleitet die ehemaligen Mitglieder der Grunge-Band Union Youth, die sich nach über 15 Jahren unter dem neuen Namen Pictures wieder zusammenfinden, um ein Comeback zu wagen. Union Youth war eine vielversprechende Band, die es zu Beginn des Jahrtausends aus der niedersächsischen Provinz bis nach Los Angeles schaffte, bevor sie aufgrund von inneren Konflikten und Drogenproblemen zerbrach. Könige der Welt dokumentiert ihre Reise durch die Höhen und Tiefen des Musikgeschäfts und beleuchtet dabei die persönlichen Herausforderungen der Bandmitglieder, insbesondere die Kämpfe des Frontmanns Maze Exler mit Drogen und Depressionen.

## Produktion
Der Film wurde vom NDR in Zusammenarbeit mit der Hoferichter & Jacobs GmbH produziert und vom Verleih W-Film in die Kinos gebracht. Neben der Regie übernahmen Christian von Brockhausen und Timo Großpietsch auch die Kameraarbeit. Die Musik im Film stammt von Pictures und Union Youth. Andreas von Huene war für den Schnitt verantwortlich, während Michel Wähling das Sounddesign übernahm.

## Rezeption
Könige der Welt wurde für seine ehrliche und ungeschönte Darstellung der Protagonisten gelobt. Die Dokumentation bietet einen tiefen Einblick in das Leben der Musiker und deren Versuch, nach jahrelangen Schwierigkeiten und persönlichen Kämpfen wieder Fuß zu fassen. Der Film wurde nicht nur von Musikfans positiv aufgenommen, sondern fand auch Anerkennung bei einem breiteren Publikum, da er universelle Themen wie Freundschaft, Scheitern und Neuanfang behandelt.